# Gwinnett Ravia-Rebels
I Gwinnett Ravia-Rebels sono stati una franchigia di pallacanestro della WBA, con sede a Gwinnett, in Georgia, attivi nel 2007.
Terminarono la regular season con un record di 6-4, vincendo la East Division. Vennero sconfitti nella serie finale dai Mayas-USA per 2-0.

## Stagioni
| Stagione | Lega | Denominazione         | V | P | %    | Piazzamento | Play-off |
| -------- | ---- | --------------------- | - | - | ---- | ----------- | -------- |
| 2007     | WBA  | Gwinnett Ravia-Rebels | 6 | 4 | 60,0 | 1º          | Finale   |